# Syneora speciosa
Syneora speciosa är en fjärilsart som beskrevs av Turner 1947. Syneora speciosa ingår i släktet Syneora och familjen mätare. Inga underarter finns listade i Catalogue of Life.